# Australische Hüpfmäuse
Die Australischen Hüpfmäuse (Notomys) sind eine im Inneren Australiens beheimatete Nagetiergattung aus der Gruppe der Altweltmäuse (Murinae). Die Gattung umfasst fünf lebende und sechs ausgestorbene Arten.

## Merkmale
Die Australischen Hüpfmäuse weisen Ähnlichkeiten mit den Springmäusen und Taschenmäusen auf, mit denen sie aber nur sehr entfernt verwandt sind. Sie erreichen eine Kopfrumpflänge von 9 bis 18 Zentimetern, hinzu kommt ein 13 bis 23 Zentimeter langer Schwanz. Ihr Gewicht variiert zwischen 20 und 50 Gramm. Die Hinterfüße sind stark vergrößert und werden zur hüpfenden Fortbewegung eingesetzt. Ihr Fell ist an der Oberseite sandfarben bis graubraun gefärbt, die Unterseite ist weiß oder hellgrau. Der lange Schwanz hat eine bürstenartige Spitze. Die Ohren sind sehr groß, die Nagezähne sehr kräftig. Bei allen Arten haben die Weibchen vier Zitzen.

## Lebensweise
Lebensraum der Hüpfmäuse sind Sanddünen, Gras- und Heideländer. Sie sind nachtaktiv und graben zur Ruhe ihre eigenen Baue. Ihre Nahrung besteht vorwiegend aus Beeren, Blättern, Samen und anderem pflanzlichen Material. Zumindest zwei Arten leben in Gruppen mit ausgeprägtem Sozialverhalten, die Weibchen säugen beispielsweise auch die anderen Neugeborenen. Nach einer rund 32- bis 43-tägigen Tragzeit bringt das Weibchen zwei bis vier, gelegentlich bis zu neun Jungtiere zur Welt.

## Systematik
Gegenwärtig sind zehn Arten bekannt:
- Die Australische Hüpfmaus (Notomys alexis) lebt in Western Australia, Northern Territory, South Australia und dem westlichen Queensland, sie hat damit das größte Verbreitungsgebiet aller Australischen Hüpfmäuse. Von den Aborigines wird sie tarrkawarra genannt.
- Die Kurzschwanz-Hüpfmaus (Notomys amplus) ist ausgestorben. Subfossile Überreste dieser Art wurden im südlichen Northern Territory und dem nördlichen South Australia gefunden, vermutlich war sie einst in Teilen des westlichen und zentralen Australiens verbreitet.
- Die Nördliche Hüpfmaus (Notomys aquilo) ist nur aus der Küstenregion im nördlichen Arnhemland und von der Insel Groote Eylandt bekannt, die Bestände in Queensland sind erloschen. Die IUCN listet sie als „stark gefährdet“.
- Die Rehbraune Australische Hüpfmaus (Notomys cervinus) ist im nordöstlichen South Australia und dem südwestlichen Queensland verbreitet. Laut IUCN ist die Art „gefährdet“.
- Die Dunkle Hüpfmaus (Notomys fuscus) bewohnt ein kleines Gebiet im inneren Australiens und ist ebenfalls „gefährdet“.
- Die Langschwanz-Hüpfmaus (Notomys longicaudatus) ist ausgestorben, seit 1901 oder 1902 wurde kein Exemplar mehr gesichtet. Die Art bewohnte früher weite Teile des trockenen Inneren Australiens.
- Die Großohrhüpfmaus (Notomys macrotis) ist nur von zwei Exemplaren bekannt und ausgestorben. Der einzige Fundort lag beim Moore River in Western Australia; wahrscheinlich war die Art eng verwandt mit der Rehbraunen Australischen Hüpfmaus.
- Mitchells Hüpfmaus (Notomys mitchellii) ist die größte lebende Art der Australischen Hüpfmäuse. Sie lebt im südlichen Western Australia, dem südlichen South Australia und dem westlichen Victoria. Die Art ist „nicht gefährdet“.
- Die Darling-Downs-Hüpfmaus (Notomys mordax) ist nur von einem Schädelfund bekannt, der in den 1840er-Jahren in den Darling Downs im südöstlichen Queensland gemacht wurde. Auch diese Art gilt als ausgestorben.
- Die Breitwangen-Hüpfmaus (Notomys robustus) wurde erst 2008 wissenschaftlich beschrieben. Sie ist nur durch unvollständige Überreste von der Flinderskette in South Australia und aus dem Davenport Range Nationalpark bekannt ist und dort vermutlich zwischen 1850 und 1900 ausgestorben.
- Notomys magnus wurde 2023 auf der Grundlage subfossiler Überreste beschrieben, die in der Beehive Cave in der Broken River Region, im Nordosten Queenslands entdeckt wurden.

Nach Einschätzung von Musser & Carleton (2005) spiegeln die derzeit bekannten Arten nicht die tatsächliche Vielfalt dieser Gattung wider, sie halten systematische Untersuchungen der subfossilen Überreste und DNA-Untersuchungen für notwendig. So ist subfossiles Material einer weiteren ausgestorbenen Art aus dem Jahr 1850 bekannt, das bis heute nicht beschrieben wurde.
Systematisch sind die Australischen Hüpfmäuse Teil der Pseudomys-Gruppe, einer überwiegend australischen Radiation der Altweltmäuse.